# Budapest Fejlesztési Központ
A BFK Budapest Fejlesztési Központ Nonprofit Zrt. a budapesti és agglomerációs kormányzati fejlesztéseket koordináló szervezet. A negyedik Orbán-kormány hozta létre 2020 elején a Kiemelt Kormányzati Beruházások Központja átalakításával, a közép-magyarországi régiót érintő, nemzetbiztonsági okokból kiemeltnek minősített projektek megvalósításának könnyítése céljából, a főváros és az agglomerációs településekkel történő szakmai egyeztetés és párbeszéd elkerülésére. Vezérigazgatója létrehozásától kezdve 2022.05.25-ig Vitézy Dávid korábbi BKK-vezérigazgató.

## Projektek
A BFK 2022 áprilisában folyamatban lévő projektjei:
- Vasúti fejlesztések:
  - A Nyugati pályaudvar és környéke rehabilitációja, a vonatfogadó vágányok föld alá helyezése (felkészülendő a Nyugati pályaudvar – Kelenföld vasúti alagútra)[5]
  - Budapesti Agglomerációs Vasúti Stratégia – célja, hogy 2040-re az agglomerációból ingázók 30%-a helyett 60%-a közösségi közlekedéssel (elsősorban az elővárosi vonatokkal és HÉV-ekkel) közlekedjen[6]
  - A Budapest–Lajosmizse–Kecskemét-vasútvonal fejlesztése (villamosítás, második vágány részleges kiépítése, szintbeli vasúti átkelők kiváltása, sebességemelés) az óránként 1 helyett 2, Gyáltól Budapestig óránként 4 vonatindítás lehetővé tételéhez[7]
  - A Budapest–Vácrátót–Vác-vasútvonal fejlesztése (második vágány részleges kiépítése, sebességemelés) az óránként 2, Őrbottyántól Budapestig óránként 4 vonatindítás kapacitásigényeinek fedezésére[8]
  - A déli körvasút (Kelenföld–Ferencváros szakasz) kapacitásbővítése harmadik és részben negyedik vágány építésével, továbbá három új megállóhely (Nádorkert, Közvágóhíd, Népliget) építése az átszállási kapcsolatok javítása és a vasút városon belüli szerepének növelése érdekében[9]
  - A Budapest–Hegyeshalom–Rajka-vasútvonal Kelenföld–Törökbálint szakaszának kapacitásbővítése harmadik és negyedik vágány építésével[10]
  - A Budapest–Hatvan-vasútvonal Kőbánya felső – Rákos – Rákosliget szakaszának fejlesztése[11]
  - P+R és B+R parkolók építése elővárosi vasútvonalak mentén (3250 új P+R- és 2200 új B+R-hely az 1, 30, 40a, 70, 80a, 100, 120a és 150 számú vasútvonalak 48 állomásán és megállóhelyén)[12]
  - Új megállóhelyek kialakítása Budapesten belül (Nádorkert, Közvágóhíd, Népliget; Közlekedési Múzeum; Pestújhely, Rákosszentmihály, Egyenes utcai lakótelep (Rákosfalva); Albertfalva a Budapest–Pusztaszabolcs-vasútvonalon; valamint további, 2022. áprilisi állapot szerint nem teljesen konkretizált megállók Észak- és Kelet-Pesten)[13]
  - Új utascentrum a Keleti pályaudvaron[14]
  - A Nyugati pályaudvar és Kelenföld vasútállomás összekötése vasúti alagúttal, a Déli pályaudvar kiváltása a Széll Kálmán térnél épülő föld alatti megállóval[15]
- HÉV-fejlesztések:
  - Az észak-déli regionális gyorsvasút megvalósítása, valamint az azt alkotó H5-ös, H6-os és H7-es vonalak külső szakaszainak felújítása[16][17][18]
  - A H8-as és H9-es HÉV metróvá fejlesztése, összekötése az M2-es metróvonallal[19]